# Orkes Gumarang
Orkes Gumarang (Inglés: Gumarang Band) fue un grupo musical de Indonesia, una de las bandas pioneras en la industria musical de Indonesia. La banda se mantuvo activo desde la década de los años 1950 hasta la década de los años 1970. Los músicos pertenecían a la etnia de los Minangkabau, originarios el oeste de la isla de Sumatra, su producción musical fue registrada en Yakarta, lejos de su centro cultural.
Su estilo musical se conoce comúnmente como "Sumatra Mambo", basado al estilo de la música mambo latino, originario de Cuba, con influencias de la música de los minangkabaus.
La banda se formó a finales de 1953 en Yakarta, por Alidir (líder), Anwar Anif, Dhira Suhud, Joeswar Khairudin, Taufik, Syaiful Nawa y Awaludin. El nombre de la banda deriva de la famosa leyenda Minang, que significa 'Kaba Cindua Mato' y 'Gumarang', que significa caballo mágico, propiedad de Cindua Mato.

## Discografía (parcial)
- Ondeh no Jiang (Lokananta ARI 001)
- (Lokananta ARI 037)
- Kampung Nan Djauh Di Mata (Irama LPI 17510)
- Bapisah Bukanjo Batjarai (Life Records LMLP 122)
- Laruik Sandjo
- Lagu Gumarang Jang Terkenal (Mesra Records)
- Gumarang '71
- Pintjuran Tudjuah (Lokananta AD028 78rpm w/Tities & Desy Idris)
- Oi Kampuang (Irama 78rpm w/Juni Amir)
- Marina (Mesra MS3 78rpm w/Juni Amir)
- Jo Mai Oi (Mutiara MA12 w/Anas Jusuf)
- Arak ka auar (Mesra 6 w/Sjaiful Nawas)